# Ashley Jurgemeyer
Ashley Jurgemeyer (Scottsdale, Arizona, 30 de julio de 1984) es una pianista, teclista y compositora de Scottsdale, Arizona. Trabajó en las banda Orbs, y fue la anterior pianista de la banda de black metal sinfónico, Abigail Williams.

## Biografía
Ashley Jurgemeyer es compositora de formación clásica y pianista. Obtuvo su título de Licenciada en Teoría de la Música y Composición de la Universidad Estatal de Arizona (Arizona State University) en 2006, donde estudió con Jody Rockmaker Metz y John. Ella era la residente de la subvención Louis Kerr en su composición.
Después de su graduación, comenzó su carrera en la ciudad de Nueva York en el mundo del rock y el metal, a componer e interpretar a nivel internacional con bandas tales como Cradle of Filth, Abigail Williams, y Orbes. Ella ha encontrado un nicho único musical en la fusión de su formación clásica con el rock y el pop moderno.
Ashley empezó en su banda Abigail Williams en 2005. Dejó la banda en 2009 después de recibir la invitación de Cradle of Filth de sustituir a la anterior teclista Rosie Smith. Con Abigail Williams grabó dos álbumes, In the Shadow of a Thousand Suns y Legend EP. También forma parte de la banda Orbs con Dan Briggs de Between the Buried and Me y Adam Fisher de Fear Before the March of Flames. La banda, Orbs, grabará su álbum debut en 2009.
Ashley Actualmente vive en Los Ángeles, donde está creando música para el cine y la televisión y componer para distintas bandas y artistas. Ella fue nombrada "Mejor Tecladista de 2010" por Alternative Press.

### Con Abigail Williams
Ashley Ellyllon fue la teclista de Abigail Williams entre 2005 y 2008. En ese tiempo, grabó dos álbumes con la banda. A principios de 2007, la banda se separó. Aunque después decidieron volver a reunir a Abigail Williams ese mismo año. Después de un tour a finales de 2007, Kristen Randall dejó la banda y Ashley Ellyllon regresó. Ella hizo el tour por Europa y el Reino Unido en verano de 2008.

### Con Cradle of Filth
Se unió a Cradle of Filth en 2009 tras las salidas de Rosie Smith y Sarah Jezebel Deva, para encargarse del teclado y los coros.

## Discografía
Abigail Williams
- In the Shadow of a Thousand Suns (2008, Candlelight)
- Legend EP (EP, 2006, Candlelight)

Cradle of Filth
- "Darkly Darkly Venus Aversa" (2010, Peaceville Records)
- "Evermore Darkly" (2011)

Orbs
- Asleep Next to Science (2010, Equal Vision Records)